# Wadotes georgiensis
Wadotes georgiensis là một loài nhện trong họ Amaurobiidae.
Loài này thuộc chi Wadotes. Wadotes georgiensis được miêu tả năm 1974 bởi Howell.